# Mateo Sušić
Mateo Sušić (Mostar, 18 de noviembre de 1990) es un futbolista bosnio que juega de defensa en el HŠK Zrinjski Mostar de la Liga Premier de Bosnia y Herzegovina.

## Selección nacional
Sušić fue internacional sub-19 y sub-21 con la selección de fútbol de Bosnia y Herzegovina, antes de convertirse en internacional absoluto el 25 de marzo de 2016, en un partido amistoso frente a la selección de fútbol de Luxemburgo.

## Clubes
| Club                | País                 | Año       |
| ------------------- | -------------------- | --------- |
| HŠK Zrinjski Mostar | Bosnia y Herzegovina | 2008-2010 |
| NK Istra 1961       | Croacia              | 2010-2013 |
| Energie Cottbus     | Alemania             | 2013-2014 |
| CFR Cluj            | Rumania              | 2014-2015 |
| Sheriff Tiraspol    | Moldavia             | 2015-2019 |
| CFR Cluj            | Rumania              | 2019-2022 |
| APOEL de Nicosia    | Chipre               | 2022-2025 |
| HŠK Zrinjski Mostar | Bosnia y Herzegovina | 2025-     |

## Palmarés

### Títulos nacionales
| Título                     | Club             | País                 | Año  |
| -------------------------- | ---------------- | -------------------- | ---- |
| Liga Premier               | Zrinjski Mostar  | Bosnia y Herzegovina | 2009 |
| Copa de Moldavia           | Sheriff Tiraspol | Moldavia             | 2015 |
| Supercopa de Moldavia      | Sheriff Tiraspol | Moldavia             | 2015 |
| Divizia Națională          | Sheriff Tiraspol | Moldavia             | 2016 |
| Supercopa de Moldavia      | Sheriff Tiraspol | Moldavia             | 2016 |
| Divizia Națională          | Sheriff Tiraspol | Moldavia             | 2017 |
| Copa de Moldavia           | Sheriff Tiraspol | Moldavia             | 2017 |
| Divizia Națională          | Sheriff Tiraspol | Moldavia             | 2018 |
| Liga I                     | CFR Cluj         | Rumania              | 2020 |
| Supercopa de Rumania       | CFR Cluj         | Rumania              | 2020 |
| Liga I                     | CFR Cluj         | Rumania              | 2021 |
| Liga I                     | CFR Cluj         | Rumania              | 2022 |
| Primera División de Chipre | APOEL de Nicosia | Chipre               | 2024 |
| Supercopa de Chipre        | APOEL de Nicosia | Chipre               | 2024 |